# Dani haosa
Dani haosa su bili godišnje okupljanje pankera u Hanoveru od početka 1980-ih, kada bi se okupilo oko 1000-2000 pankera iz cele Nemačke i okolnih zemalja, i na kojima je često dolazilo do sukoba sa organima reda, bacanja molotovljenih koktela i demoliranja grada.
Prvi dani haosa su održani 1982. kao protest protiv uvođenja policijskih kartica za pankere. 1983. je na danima haosa planirano veliko ujedinjenje pankera i skinsa koje su pokvarili naci skinsi.
Najposećeniji Dani haosa su se zbili 1995. Sukobi sa policijom su trajali danima i bili su poput građanskog rata. Većina kola i izloga u tom delu grada je uništeno, a pankeri su harali okolne supermarkete odnoseći sve alkoholne zalihe.

## Spoljašnje veze
- Chaos Days